# Земля Франца-Йосифа
Земля́ Фра́нца-Йо́сифа (рос. Земля́ Фра́нца-Ио́сифа; норв. Frans Josefs land) — архіпелаг у Північному Льодовитому океані. Адміністративно відноситься до Архангельської області Росії.
У 1926 Радянський Союз анексував острови, які на той час були відомі як «Земля Фрітьофа Нансена» (Fridtjof Nansen Land), і облаштував невеликі форпости для дослідницьких і військових цілей. Королівство Норвегія відхилило претензію, і на острови було направлено кілька приватних експедицій.
За даними на 2012 рік, архіпелаг складався із 192 островів, загальна площа території становить 16 134 км². Проте за період 2015—2019 років у районі архіпелагів Земля Франца-Йосифа та Нова Земля було виявлено та зареєстровано близько 40 нових островів, мисів і бухт.

## Географія
В архіпелазі виділяють три великих групи островів:
- східна — відокремлена Австрійською протокою;
- центральна — між Австрійською протокою і Британським каналом(інші мови), включає найбільшу кількість островів;
- західна — на захід від Британського каналу.

Більша частина островів складена пісковиками, алевролітами і вапняками, перекритих ефузивними товщами горизонтальних базальтових покривів потужністю 20-30 м. Серед юрських глинистих сланців та пісковиків на мисі Флора знайдено буре вугілля. Деякі острови вкриті льодовиками загальною площею 13,7 км². Максимальна висота островів становить 620 м — льодовик Форбса на острові Вінер-Нойштадт. На островах знаходяться понад 1 000 озер, тут працюють полярні станції, геофізична Обсерваторія імені Ернста Кренкеля на острові Хейса.
Мис Флігелі є крайньою північною точкою архіпелагу та РФ. Крайня західна точка — мис Мері-Хармсворт, крайня східна — мис Олні, крайня південна — острів Ламона.
Архіпелаг включає 192 острови, найбільші (площею понад 100 км²) з яких подано нижче:
| Острів              | Площа, км² | Висота, м |
| ------------------- | ---------- | --------- |
| Земля Георга        | 2821       | 416       |
| Земля Вільчека      | 2203       | 606       |
| Греем-Белл          | 1700       | 509       |
| Земля Александри    | 1130       | 382       |
| Острів Галля        | 1049       | 502       |
| Острів Солсбері     | 960        | 450       |
| Острів Мак-Клінтока | 612        | 521       |
| Острів Джексона     | 521        | 481       |
| Острів Гукера       | 508        | 576       |
| Острів Циглера      | 448        | 554       |
| Ла-Ронсьєр          | 441        | 428       |
| Чамп                | 374        | 507       |
| Острів Луїджі       | 371        | 468       |
|                     |            |           |

| Острів                  | Площа, км² | Висота, м |
| ----------------------- | ---------- | --------- |
| Острів Карла-Александра | 329        | 365       |
| Острів Рудольфа         | 297        | 461       |
| Нортбрук                | 289        | 344       |
| Єва-Лів                 | 288        | 381       |
| Сальм                   | 278        | 242       |
| Вінер-Нойштадт          | 237        | 620       |
| Острів Брюса            | 191        | 201       |
| Острів Нансена          | 164        | 272       |
| Острів Паєра            | 152        | 451       |
| Острів Грілі            | 149        | 447       |
| Острів Райнера          | 140        | 204       |
| Острів Хейса            | 132        | 242       |
| Острів Артура           | 111        | 275       |

У рослинному покриві переважають мохи та лишайники, зустрічаються також полярний мак, каменеломки, крупки, полярна верба. Із ссавців поширені ведмідь білий та песець. У водах біля островів мешкають нерпа, морський заєць, тюлень гренландський, морж, нарвал та білуха. Птахів на островах водяться 26 видів: люрик, чистики, кайри, мартин трипалий, мартин білий, мартин полярний та інші, які влітку влаштовують великі пташині базари.

## Історія

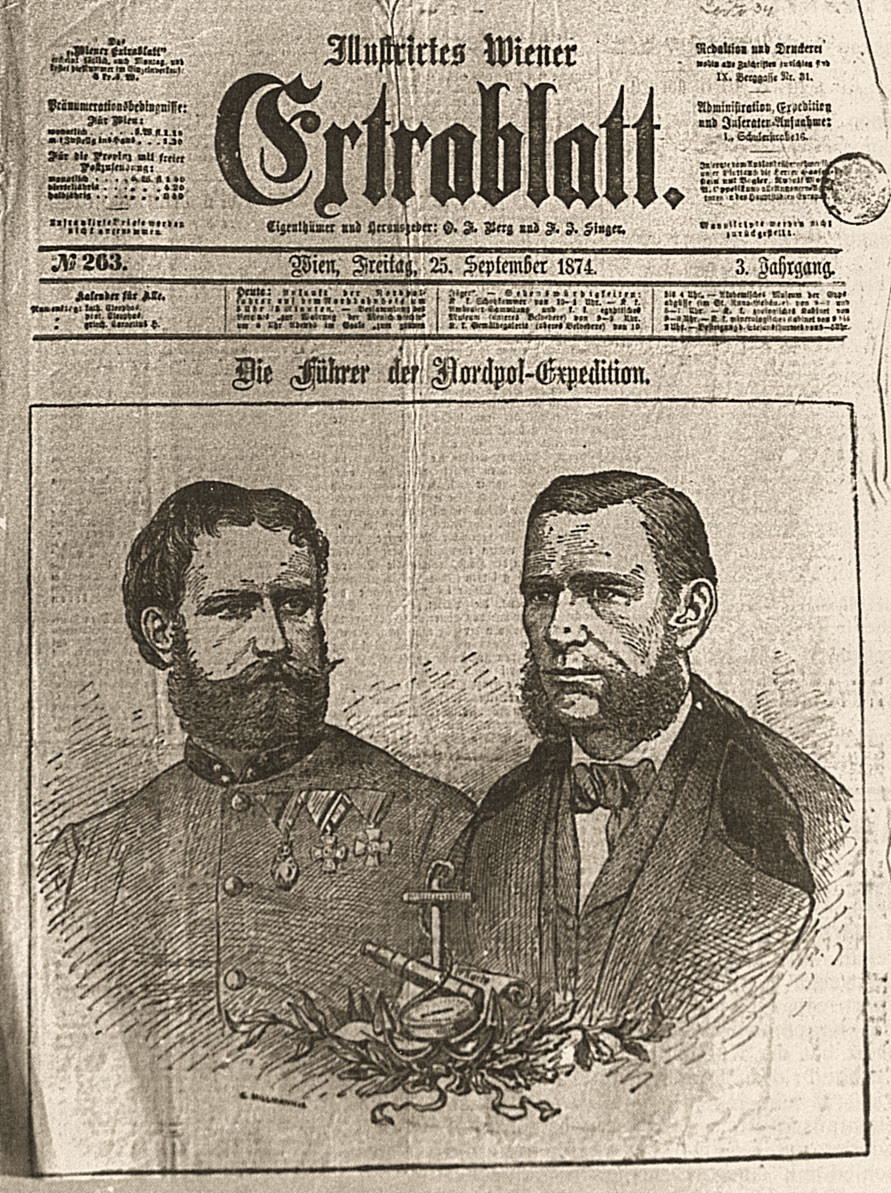
Юліус Пайєр та Карл Вейпрехт

Існування островів на схід від Шпіцбергена передбачав ще Михайло Ломоносов, пізніше — Микола Шиллінг та Петро Кропоткін. Останній навіть представив Російському географічному товариству 1871 року свій проєкт експедиції для власних досліджень, однак йому було відмовлено в коштах. Відкриття архіпелагу було випадковим: австро-угорська експедиція на чолі з Карлом Вейпрехтом та Юліусом Пайєром на вітрильно-паровій шхуні «Адмірал Тегетгофф» була закупорена в льодах на північний захід від Нової Землі і 30 серпня 1873 року, дрейфуючи на захід, була перенесена до берегів невідомої землі. Вони провели дослідження архіпелагу, Паєр досягнув 82°5' пн.ш. у квітні 1874 року. Дослідники склали карту островів і назвали їх на честь імператора Франца Йосифа I.
У 1881–1882 роках острови відвідав шотландець Бенджамін Лі Сміт на яхті «Ейра». Англієць Фредерік Джексон у 1895–1897 роках провів низку важливих досліджень південної, центральної та південно-західної частин архіпелагу. Завдяки його дослідженням було виправлено карту, на якій змінено розміри та кількість островів. У той же період північно-східну та центральну частини відвідали Фрітьйоф Нансен та Ялмар Йогансен, які зимували в серпні 1895 року на острові Джексона. На шляху до острова Нансен дізнався, що архіпелаг не має продовження на північний схід. У червні 1896 року Нансен натрапив на Джексон та острови Нортбрука і таким чином зв'язав власні дослідження з його роботою.
У 1898 році американський журналіст Волтер Веллман узимку вирушив на острови з метою досягти північного полюса. Основна база розташовувалась на острові Галля. На острові Вільчека зиму провели двоє норвежців — учасників цієї експедиції, один з яких, Бернт Бентсен, загинув від холоду (навесні 1899 року по льоду йому вдалося досягти 82° пн.ш.). Друга частина експедиції на чолі з Івліном Болдуїном дослідила південно-східну частину архіпелагу. Влітку вони відвідали центральну частину островів. У кінці липня 1898 року архіпелаг відвідала італійська експедиція герцога Абруцького, яка на кораблі досягла острова Рудольфа. Звідти навесні 1900 року вони на собачих запрягах досягли 86°33' по льоду і визначили, що Землі Петермана та Землі Короля Оскара, позначених на карті Паєра, не існує. Влітку 1901 року південні та південно-західні острови дослідив російський віце-адмірал Степан Макаров. У 1901-1902 роках на островах зимувала американська експедиція Болдуїна-Циглера, а потім — у 1903–1905 роках — експедиція Циглера-Фіала, які намагались дістатись північного полюса по льоду.

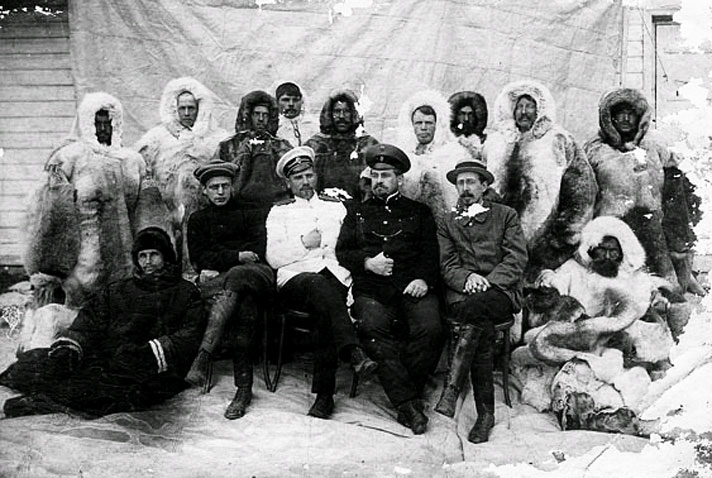
Георгій Сєдов та група членів його експедиції

У 1913–1914 роках у бухті на острові Гукера зимувала російська експедиція Георгія Сєдова, який при спробі досягти полюса загинув та був похований на острові Рудольфа. Hertha була відправлена для дослідження місцевості, а його капітан І. І. Іслямов підняв російський залізний прапор на мисі Флора і проголосив російський суверенітет над архіпелагом. Вчинок був мотивований триваючою Першою світовою війною та побоюваннями Російської імперії щодо закріплення там центральних держав. Перший у світі арктичний політ відбувся в серпні 1914, коли польський льотчик (один з перших пілотів російського флоту) Ян Нагурський здійснив політ над Землею Франца-Йосифа в пошуках групи Сєдова. Андромеда вирушила з тією ж метою; не знайшовши їх, екіпаж зміг нарешті визначити неіснування Землі Петермана та Землі Короля Оскара, підозрюваних земель на північ від островів. Землю Франца-Йосифа вважали terra nullius – нічийною землею, але 15 квітня 1926 Радянський Союз оголосив про анексію архіпелагу. Наслідуючи заяву Канади про принцип сектору, вони оголосили всю землю між радянським материком і Північним полюсом радянською територією. Цей принцип ніколи не отримав міжнародного визнання. Протестували як Італія, так і Норвегія. Норвегія в першу чергу була стурбована своїми економічними інтересами в цьому районі в період, коли норвезьким мисливцям і китобоям також було заборонено доступ до Білого моря, Нової Землі та Гренландії; Радянський уряд, однак, здебільшого залишався пасивним і не виселяв норвезькі мисливські кораблі протягом наступних років. Радянський Союз також не втручався, коли в 1928 кілька іноземних кораблів увійшли у води в пошуках зниклого дирижабля Italia. Норвегія спробувала як дипломатичне рішення, так і фінансовану Ларсом Крістенсеном експедицію для створення метеостанції, щоб отримати економічний контроль над островами, але обидва зазнали невдачі в 1929. Замість нього вирушив радянський криголам «Сєдов» на чолі з Отто Шмідтом, який висадився в бухті Тихій і почав будівництво постійної бази. Радянський уряд запропонував перейменувати архіпелаг у Землю Фрітьофа Нансена в 1930, але назва так і не набула вжитку. У 1930 норвезька експедиція Bratvaag відвідала архіпелаг, але радянська влада попросила її поважати радянські територіальні води в майбутньому. У липні 1931 року на станції відбулася зустріч німецького дирижаблю «Граф Цеппелін» та радянського криголама «Малигін». У 1936 році на острові Рудольфа було створено базу першої радянської повітряної експедиції на північний полюс. Звідси у травні 1937 року 4 важких чотиримоторних літаки АНТ-6 доправили папанінців на полюс. А на острові почала діяти полярна станція. Під час Другої світової війни активність зменшилася, і лише невелика група людей залишалася на острові Рудольфа, залишаючись без постачання протягом усієї війни. Вони ніколи не виявили створення нацистською Німеччиною метеостанції під назвою Schatzgräber на Землі Олександри як частину метеоролгічної війни у Північної Атлантиці. Німецька станція була евакуйована в 1944 після того, як чоловіки були вражені трихінельозом через їжу м'яса білого ведмедя. Очевидні речові докази бази були виявлені в 2016. У 1950-х роках на островах було створено точки радянських радіотехнічних військ ППО. Вони розташовувалися на острові Грема Белл (30-а окрема радіолокаційна рота та окрема авіакомендатура з льодовим аеродромом) та на Землі Александри (31-а окрема радіолокаційна рота «Нагурська»). Точки входили до складу 3-го радіотехнічного полку 4-ї дивізії 10-ї окремої армії військ ППО зі штабом в Архангельську. Зв'язок з цими точками здійснювався через містечко Діксон, офіційна поштова адреса була «Красноярський край, острів Діксон-2». Ці точки були найпівнічнішими військовими частинами СРСР, які ліквідовано на початку 1990-х років.
Після розпаду СРСР, більшість об'єктів на островах, а також техніку й запаси пального, було занедбано. Станом на 2010 рік на островах перебувало 250 тис бочок з пальним (до 60 тисяч тонн нафтопродуктів), які зберігаються в неналежних умовах і загрожують екології острова. Окрім цього, по островах розкидано понад 1 млн порожніх бочок. 
У 2008 році в ході експедиції на атомному криголамі «Ямал» було відкрито новий острів Юрія Кучієва, який відокремився від острова Нортбрука. Його назвали на честь капітана Юрія Кучієва. 
10 вересня 2012 року російська експедиція на атомному криголамі «Росія» знайшла ще один острів, який також відокремився від острова Нортбрука.
В середині вересня 2024 року, острів Мєсяцева площею (на 2015 рік) ~ 53 га, який свого часу від'єднався від острова Єва-Лів у східній частині архіпелагу, повністю зник із супутникових знімків. Причиною зникнення острова стала зміна клімату, яка призвела до танення льодовиків, підвищення рівня моря та ерозії берегової лінії островів архіпелагу.